# Paul Weiß (Theologe)
Paul Weiß (* 24. August 1543 in Strehlen, Herzogtum Brieg; † 5. Januar 1612 in Königsberg) war ein deutscher Dichter, Rhetoriker und Lutherischer Theologe.

## Leben
Weiß war der Sohn des Pfarrers in Strehlen Johann Weiß und dessen Frau Dorothea (geb. von Rechenberg). Er stammte ursprünglich aus adligen Verhältnissen. Vermutlich hatte er vorher in Jena studiert. Er ist erstmals mit seiner Immatrikulation am 5. Juni 1565 an der Universität Wittenberg nachweisbar. Danach ging er 1566 nach Königsberg, wo er am 3. Oktober 1566 den akademischen Grad eines Magisters erwarb und im selben Jahr Archipädagoge (Rektor) am dortigen Pädagogium wurde. 1568 wurde er Professor der griechischen Sprache an der Universität Königsberg. Er übernahm 1575 die Professur der Physik, 1578 die Professur der Rhetorik und die erste Inspektion über die Alumnen. Daneben bekleidete er von 1579 bis 1581 die außerordentliche Professur der Dichtkunst, für die Hälfte des Gehalts eines ordentlichen Professors.
1581 wechselte er als zweiter ordentlicher Professor an die theologische Fakultät. Seinem Dienstherrn war es wichtig, dass er zur Bewältigung der ihm angedachten Ämter den dazu nötigen höheren akademischen Grad erhalten sollte. Daher begab er sich an die Universität Tübingen, wo er nach einer Predigt über Vom Gesetz und Evangelio am 17. November 1585 die Doktorwürde der theologischen Fakultät erhielt. Zuvor hatte er als bedeutender theologischer Vertreter der Königsberger Hochschule am theologischen Colloqium in Wilda teilgenommen. Als führender Theologe Königsbergs hatte er auch die Oberaufsicht der Alumnen und war seit 1589 Assessor am Samländischen Konsistorium sowie Oberhofprediger.
1610 wurde er aus seinen kirchlichen Ämtern emeritiert. Jedoch blieb er weiter der Königsberger Hochschule erhalten. Als Mitglied der philosophischen Fakultät war er im Sommersemester 1580 Rektor der Königsberger Hochschule, als Mitglied der theologischen Fakultät in den Wintersemestern 1583/84, 1585/86, 1587/88, 1592/93, 1597/98, 1601/02, 1603/04 und 1607/08. Auch im Sommersemester 1611 war er der führende Kopf der Alma Mater gewesen. Als er jedoch neben dem Baron Christian von Kitlitz im Wintersemester 1611/12 als Prorektor wirkte, verließen ihn seine Lebenskräfte. Nach seinem Tod setzte man dem Erbherrn auf Rienau im Königsberger Dom ein Epitaph.

## Familie
Weiß war seit 1573 verheiratet mit Regina, der Tochter des Kneiphofer Bürgers Michael Bering. Aus der Ehe stammen Kinder. Von diesen Kindern kennt man folgende Daten:
- Regina (* 4. Dezember 1578; † 1625) verh. I Ehe mit Albrecht Friedrich Schart; II. Ehe 4. Oktober 1603 mit dem kurfürstlichen Sekretär Joachim Hesse (* 30. Januar 1581; † 12. Juni 1637)
- Christian (~ 5. Dezember 1580; † 1612)
- Johann (~ 20. Juli 1585; † 1612)
- Paulus (~ 21. April 1587) wurde Magister, Erzpriester in Pr. Holland und Assessor des samländischen Konsistoriums.
- Elisabeth (~ 11. Juni 1588) verh. mit dem Professor Sigismund Weier (* 28. Februar 1579; † 24. März 1661)
- Sohn NN. († 1612)
- Albrecht († 2 Jahre 26 Wochen alt)
- Tochter NN verh. 1612
- Tochter NN. († 1612)

## Werke
- Disputationes de peccato originali ex Jerem XVII, 9
- Disputationes de peccato originali ex Jerem. XXVIII
- Disputationes de peccato originali ex Rom VII, 18
- De viribus homnis in conversione et num P.O sit sccidens vel substantia
- De ecclesia ejusque signis
- De studio fouendae concordiae. Königsberg 1572
- Vom Gesetz und Evangelio (Predigt in Tübingen). 1586 Königsberg